# Mattias Barthelsson
Per Mattias Barthelsson, född 29 september 1977 i Huddinge församling, Stockholms län, är en svensk skådespelare.

## Filmografi
- 1997 – Vildängel - Jim
- 1999 – Lusten till ett liv - Affe
- 2000 – Knockout - kroggäst
- 2002 – Svenska slut - T-38:s röst

### Fotnoter
1. ↑  ”Mattias Barthelsson”. Svensk Filmdatabas. http://www.sfi.se/sv/svensk-filmdatabas/Item/?type=PERSON&itemid=227450&ref=%2ftemplates%2fSwedishFilmSearchResult.aspx%3fid%3d1225%26epslanguage%3dsv%26searchword%3dMattias+Barthelsson%26type%3dPerson%26match%3dBegin%26page%3d1%26prom%3dFalse. Läst 27 september 2012.